# Léon-Benoit-Charles Thomas
Léon-Benoit-Charles Thomas, francoski rimskokatoliški duhovnik, škof in kardinal, * 29. maj 1826, Paray-le Monial, † 9. marec 1894.

## Življenjepis
21. decembra 1850 je prejel duhovniško posvečenje.
12. januarja 1867 je bil imenovan za škofa La Rochella; 27. marca je bil potrjen in 15. maja istega leta je prejel škofovsko posvečenje.
10. novembra 1883 je bil imenovan za nadškofa Rouena in potrjen je bil 24. marca 1884.
16. januarja 1893 je bil povzdignjen v kardinala in imenovan za kardinal-duhovnika S. Maria Nuova.